# Zelva
Zelva (bielorruso: Зэ́льва; ruso: Зе́льва; polaco: Zelwa; lituano: Zelva o Želva; yidis: זעלווא) es un asentamiento de tipo urbano de Bielorrusia, capital del raión homónimo en la provincia de Grodno. La localidad es la capital del vecino consejo rural homónimo sin formar parte del mismo.
En 2017, la localidad tenía una población de 6795 habitantes.

## Historia
Se conoce la existencia de la localidad desde la década de 1470; en aquel tiempo se distinguía entre el pueblo de "Vialíkaya Zelva" y la vecina finca de "Malaya Zelva". A principios del siglo XVII, el pueblo y la finca pasaron a pertenecer a la familia noble Sapieha, que en 1643 acogió aquí una visita real de Vladislao IV. En 1721, Augusto II concedió a la localidad sus propios mercado y feria. A partir de 1739 albergó una residencia de escolapios. En la partición de 1795 pasó a formar parte del Imperio ruso, dentro del cual siguió siendo un señorío de los Sapieha hasta que en 1831 le fue confiscado por su participación en el Levantamiento de Noviembre. En 1921 pasó a formar parte de la Segunda República Polaca, hasta que en 1939 se integró en la RSS de Bielorrusia. Adoptó estatus de asentamiento de tipo urbano en 1940.

## Geografía
Se ubica a medio camino entre Vawkavysk y Slonim sobre la carretera P99, en el cruce con la carretera P50 que une Mastý con Ruzhany.
Es una ciudad en el valle de Volkovysk, con una línea de ferrocarril y una estación a unos 20 km de la ciudad principal. Una carretera principal pasaba por el otro lado. La rodeaban decenas de aldeas, pobladas por campesinos eslavos rusos con una minoría polaca. En algunas de ellas, familias judías vivieron durante muchas generaciones, algunas como administradores de fincas para la nobleza local. 